# Karl Hampe
Karl Ludwig Hampe, född 3 februari 1869, död 14 februari 1936, var en tysk historiker.
Hampe blev professor i Heidelberg 1903, och utgav Geschichte Konradins von Hohenstaufen (1894), Kaiser Friedrich II. (1899) och Deutsche Kaisergeschichte in der Zeit der Salier und Staufer (1909, 5:e upplagan 1923).